# Peter Shalulile
Peter Shalulile es un futbolista de Namibia que juega en la posición de delantero y que actualmente milita en el Mamelodi Sundowns de la Premier Soccer League de Sudáfrica.

## Carrera

### Club
| Periodo   | Club              |
| --------- | ----------------- |
| 2011–2015 | Tura Magic        |
| 2015–2020 | Highlands Park FC |
| 2020–     | Mamelodi Sundowns |

### Selección nacional
Tras haber jugador con la selección sub-20 de 2011 a 2012, hacce su debut con la selección mayor en 2014, y su primer gol lo anota el 28 de mayo de 2015 en la victoria por 3-2 ante Madagascar en la Copa COSAFA 2015 jugada en Sudáfrica.

## Logros

### Club
- Premier Soccer League: 2

2020/21, 2021/22
- Copa Nedbank: 1

2021/22
- Copa MTN 8: 1

2021

### Individual
- Futbolista del Año en la PSL:  2020-21,[2][3] 2021-22
- Goleador de la PSL: 2020-21, 2021-22
- Mejor Jugador de la PSL de los Jugadores: 2021-22